# Trichorhina kribensis
Trichorhina kribensis là một loài chân đều trong họ Platyarthridae. Loài này được Ferrara & Schmalfuss miêu tả khoa học năm 1983.